# Viaduc du Gouët
Le viaduc du Gouët est un pont routier, achevé en 1983, situé à Saint-Brieuc sur la RN12 (E50) et passe au-dessus du Légué. Sa mise en service a coïncidé avec l'ouverture de la rocade nord de la ville.

## Historique
Il a été construit de 1976 à 1983.
En 2022, les rambardes de sécurité ont été remplacées par des grilles anti-suicides.

## Caractéristiques
Ses caractéristiques principales sont :
- longueur totale : 524 m
- longueurs des travées : 59 m - 4 x 99 m - 69 m
- hauteur des piles : 64 m
- épaisseur du tablier : 3,00 m à 6,50 m

Le viaduc, en poutre-caisson, est entièrement en béton précontraint et dispose de onze piles. 
Il est le 113e pont le plus long de France. 

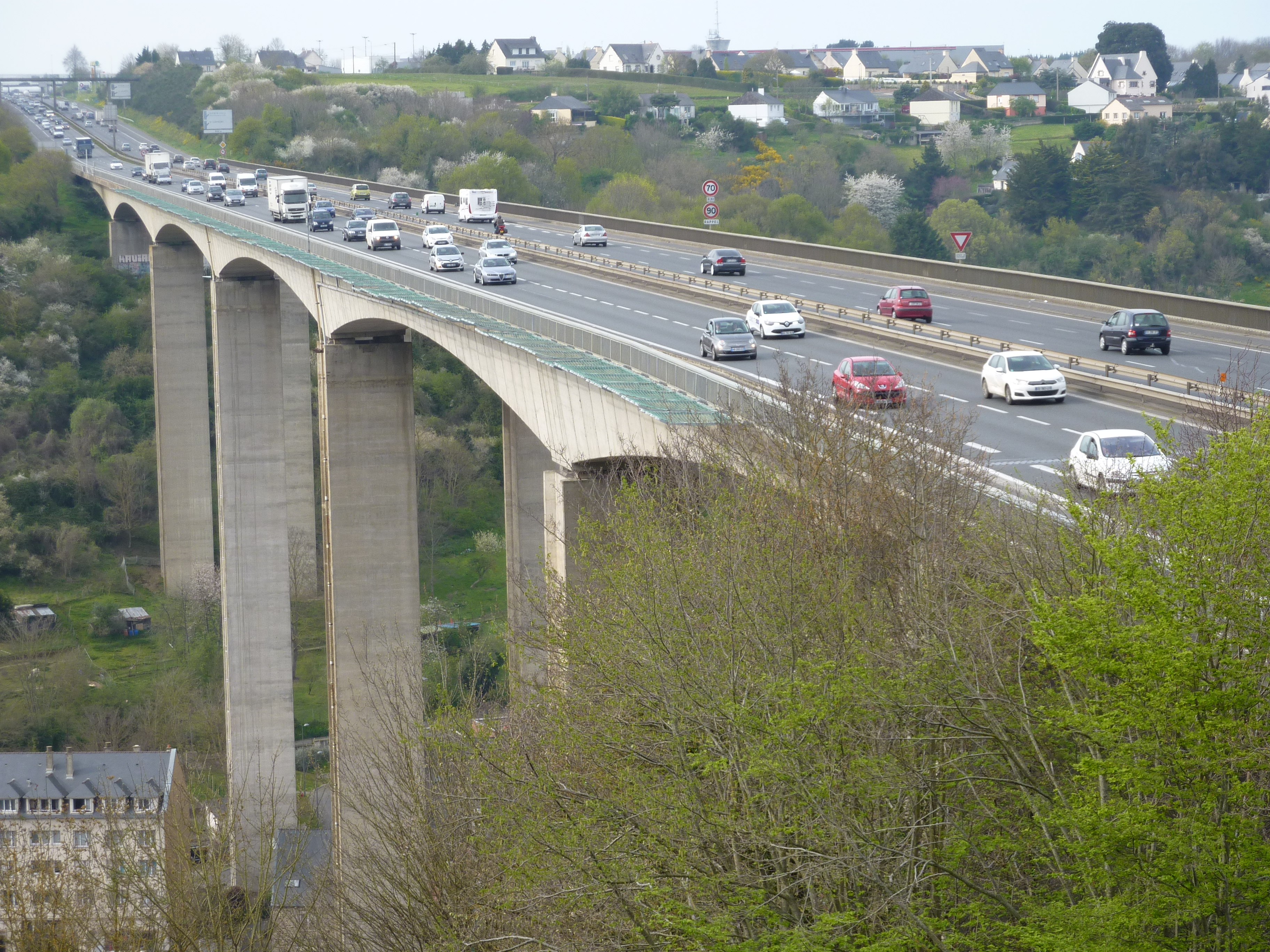
Viaduc du Gouët, par lequel passe la RN 12.